# Аргилошист
Аргилошист (грч. argilos, shistos=глина, расцепан) је ситнозрна, афанатична глиновита стена, која се цепа у танке плочице, најчешће сиве до скоро црне боје. То је најфиније гранулирана метаморфна стена. Фолијација можда не одговара оригиналном седиментном слојевитости, већ је у равнима окомитим на правац метаморфне компресије.
Фолијација у аргилошисту се назива „аргилошистни расцеп”. Она је узрокована јаком компресијом која има за последицу да фино зрнате глинене љуспице поново расту у равнима које су ортогоналне на компресију. Када се стручно „сече” ударањем паралелно са фолијацијом, са специјализованим алатом у каменолому, многи шкриљци ће показати својство звано фисилност, формирајући глатке равне камене плоче које се дуго кориштене за кровове, подне плочице и друге сврхе. Аргилошист је често сиве боје, посебно када се види, масовно, као покривач кровова. Међутим, аргилошист се јавља у различитим бојама чак и са једног локалитета; на пример, аргилошист из Северног Велса може се наћи у многим нијансама сиве, од бледе до тамне, а може бити и љубичаст, зелен или цијан. Аргилошист не треба мешати са шкриљцем, од којег се може формирати, или шистом.

## Опис
Аргилошист је фино зрнаста метаморфна стена која не показује очигледну композициону слојевитост, али се лако може поделити на танке плоче и плоче. Обично се формира од ниског степена регионалног метаморфизма муљних стена. Овај благи степен метаморфизма ствара стену у којој појединачни минерални кристали остају микроскопске величине, стварајући карактеристичан расцеп у коме свеже површине цепања изгледају без сјаја. Ово је у супротности са свиленкастим исцепаним површинама филита, који је следећи виши степен метаморфне стене добијене из муљњака. Правац цепања је независан од било каквих седиментних структура у првобитној муљној стени, уместо тога одражава правац регионалне компресије.
Плодови цепања су континуирани, што значи да су појединачне равни цепања сувише блиско распоређене да би се могле уочити у ручним узорцима. Текстуром аргилошиста у потпуности доминирају ове прожимајуће равни цепања. Под микроскопом, откривено је да се шкриљевац састоји од веома танких сочива од кварца и фелдспата (QF-домени) раздвојених слојевима лискуна (М-домени). Обично су дебљине мање од 100 микрона.
Процес претварања муљне стене у аргилошист подразумева губитак до 50% запремине муљне стене док се сабија. Зрна плочастих минерала, као што су минерали глине, ротирају се тако да формирају паралелне слојеве окомито на правац збијања, који почиње да даје цепање стени. Цепање аргилошиста је потпуно развијено како минерали глине почињу да се претварају у хлорит и лискун. Органски угљеник у стени се претвара у графит.
Аргилошист се углавном састоји од минерала кварца, илита и хлорита, који чине до 95% састава шкриљевца. Најважнији помоћни минерали су оксиди гвожђа (као што су хематит и магнетит), сулфиди гвожђа (као што је пирит) и карбонатни минерали. Фелдспат може бити присутан као албит или, ређе, ортоклас. Повремено, као у љубичастим шкриљцима Северног Велса, сфере редукције гвожђа (гвожђа(II)) се формирају око језгара гвожђа, остављајући светло зелену флекасту текстуру. Ове сфере се понекад деформишу накнадним примењеним пољем напрезања у јајолике облике, који се појављују као елипсе када се посматрају на равни цепања узорка. Међутим, постоје докази да се смањене мрље такође могу формирати након деформације и добити елиптични облик услед преференцијалне инфилтрације дуж правца цепања, тако да је потребан опрез у коришћењу редукционих елипсоида за процену деформације.
Пре средине 19. века појмови аргилошист, шкриљци и шист нису били оштро разликовани. У контексту подземне експлоатације угља у Сједињеним Државама, термин аргилошист се обично користио за означавање шкриљаца све до 20. века. На пример, кровни аргилошист се односио на шкриљац изнад угљеног слоја, а аргилошист вађења се односио на аргилошист који је пао са врха рудника када је угаљ уклоњен.
Британски геолошки завод препоручује да се термин аргилошист користи у научним списима само када се о стени зна врло мало да би се омогућила прецизнија класификација. На пример, ако карактеристике стене дефинитивно показују да је настала метаморфозом аргилошиста, она ће се у научним списима описати као метааргилошист. Ако је њено порекло неизвесно, али се зна да је стена богата лискуном, биће описана као пелит.

## Настанак и карактеристике
Аргилошисти настају од глина и глиновитих шкриљаца изложених дејству притисака. Као такви они представљају прелазну групу стена између филита и глинаца. Имају пелитску до метапелитску структуру, тамносиве су до црне боје, земљастог изгледа, и изразито шкриљаве текстуре. На равнима шкриљавости немају сјај који је карактеристичан за филите, јер још увек садрже минерале глина, док је количина серицита у њима углавном мала.
Аргилошисти који садрже до 10% битуминозне материје називају се уљани шкриљци. Овакве стене имају потенцијално велики значај као енергетске сировине.

## Употребе

### Aргилошист у зградама
Од аргилошиста се може правити кровна шиндра, врста кровне шиндре, или тачније врста кровног црепа, који се поставља помоћу шкриљчарa. Шкриљевац има две линије ломљивости – цепање и зрнастост – које омогућавају цепање камена на танке листове. Када се сломи, шкриљевац задржава природан изглед док остаје релативно раван и лак за слагање. Серија „бумова шкриљаца“ догодила се у Европи од 1870-их до Првог светског рата након побољшања железничких, друмских и пловних транспортних система.
Aргилошист је посебно погодан као кровни материјал јер има изузетно низак индекс упијања воде мањи од 0,4%, што га чини отпорним на оштећења од мраза. Природни аргилошист, који захтева само минималну обраду, има отелотворену енергију што је повољно у поређењу са другим кровним материјалима. Природни аргилошист користе професионалци у грађевинарству због његове лепоте и издржљивости. Aргилошист је невероватно издржљив и може да траје неколико стотина година, често са мало одржавања или без њега. Природни шкриљац је такође отпоран на ватру и енергетски ефикасан.
Кров од аргилошиста се обично фиксира (причвршћује) ексерима, или кукама као што је уобичајено код шпанског аргилошиста. У Великој Британији, фиксирање се обично врши двоструким ексерима на дрвене летве (Енглеска и Велс) или директно на дрвене даске (Шкотска и Северна Ирска). Ексери су традиционално били од бакра, иако постоје модерне алтернативе од легуре и нерђајућег челика. Обе ове методе, ако се правилно користе, обезбеђују дуготрајан кров отпоран на временске услове са животним веком од око 60–125 година.
Неки добављачи аргилошиста из континенталне Европе сугеришу да употреба фиксирања кукама значи да:
- Слабости на плочици су мање јер не морају да се буше рупе
- Кровне карактеристике као што су долине и куполе је лакше направити јер се могу користити уске плочице[25]
- Причвршћивање на куку је посебно погодно у регионима подложним тешким временским условима, јер постоји већа отпорност на подизање ветром, пошто је доња ивица шкриљевца осигурана.[25]

Металне куке су, међутим, видљиве и могу бити неприкладне у погледу историјскихс својстава.
Плочице од аргилошиста се често користе за унутрашње и спољашње подове, степенице, стазе и зидне облоге. Плочице се инсталирају и постављају на малтер и фугују се по ивицама. Хемијски заптивачи се често користе на плочицама да би се побољшала издржљивост и изглед, повећала отпорност на мрље, смањила ефлоресценција и повећала или смањила глаткоћа површине. Плочице се често продају припремљене, што значи да је задња површина брушена ради лакшег постављања. Под од аргилошиста може бити клизав када се користи на спољашњим локацијама подложним киши. Плочице од аргилошиста коришћене су у изградњи зграда у Великој Британији у 19. веку (осим кровова), а у областима за вађење аргилошиста као што су Блајнау Фестиниог и Бетесда у Велсу још увек постоје многе зграде у потпуности изграђене од аргилошиста. Плоче се такође могу поставити у зидове како би се обезбедила рудиментарна мембрана отпорна на влагу. Мали резови се користе као подлошке за изравнавање подних греда. У областима где је аргилошиста у изобиљу користи се и у комадима различитих величина за изградњу зидова и живих ограда, понекад у комбинацији са другим врстама камена. У модерним домовима аргилошиста се често користи као подметачи за столове.